# Monastère de Cappenberg
Le château de Cappenberg (autrefois monastère de Cappenberg) est un monastère prémontré à Cappenberg dans la ville de Selm près de Lünen, au Nord de la Lippe. Il est dans le district d'Arnsberg, arrondissement de Unna, c'est au Moyen Âge une possession du comté de La Marck. Cappenberg est le premier monastère prémontré d'Allemagne, il est reconstruit au XVIIe siècle. Sécularisé après 1803, le monastère devient un bien domanial. De 1811 à 1814, il est situé dans le département français de la Lippe, le monastère est vendu après les guerres napoléoniennes et transformé en château par Heinrich Friedrich Karl vom Stein. Une partie du château est aujourd'hui un musée. L'abbatiale est église paroissiale Saint-Jean.

## L'abbatiale Saint-Jean-l'évangéliste
C'est une église romane du XIIe siècle à l'abside néo-gothique. Un reliquaire en bronze des années 1160 connu comme le portrait de Frédéric Barberousse et un petit retable polyptyque de Jan Baegert sont conservés dans cette église.

## Liste des personnalités

### Les avoués de Cappenberg
- 1160-1180 : Engelbert Ier de Berg († 1180), comte d'Altena, fils d'Adolphe II de Berg
- 1180-1199 : Frédéric Ier (de) († 1199), comte d'Altena, fils du précédent
- 1199-1249 : Adolphe Ier († 1249), comte d'Altena, puis de La Marck, fils du précédent (enterré à Cappenberg)
- 1249-1277 : Engelbert Ier († 1277), comte de La Marck, fils du précédent (enterré à Cappenberg)

### Les prieurs et abbés[1]
- (Norbert de Xanten) 1122–1126
- Conon 1126–1136
- Otto 1136–1156
- Otto von Cappenberg (de) 1156–1171
- Hermann von Are 1171–1210
- Andreas von Senden 1210–1232
- Hugo von Werne 1232–1257
- Arnold von Ahlen 1257–1270
- Bruno 1270–1273
- Erich 1273–1275
- Hartlev 1275–1294
- Otto 1294–1296
- Warmund 1296–1299
- Johann von Cule 1299–1307
- Wennemar 1307–1308
- Dietrich von Ahlen 1308–1321
- Ludwig 1321–1339
- Dietrich 1339–1343
- Wilhelm von Landsberg 1343–1344
- Hermann von Ringelsdorf 1344–1369
- Adolf von der Recke 1369–1385
- Eberhard von Frydag 1385–1390
- Bernhard von der Horst 1390–1407
- Arnold von Boenen 1407–1417
- Friedrich Rogge 1417–1445
- Hermann von Königsberg 1445–1455
- Lubert von Diepenbrock 1455–1469
- Bernhard von Galen 1469–1484
- Ludolf von Bönen 1484–1492
- Dietrich von Olden 1492–1511
- Gottfried von Haen 1511–1521
- Johann von Ketteler 1521–1536
- Johann von Harmen 1536–1546
- Hermann von Ketteler 1546–1556
- Konrad von Nagel 1556–1572
- Gottfried von Velmede 1573–1583
- Wennemar te Korte 1583–1613
- Theodor von Haene 1613–1624
- Johann Reinhard von Schade 1624–1664
- Franz Dietrich von Westrem 1664–1671
- Bernhard von Westrem 1671–1686
- Johann Alexander von Ketteler 1686–1695
- Hermann Stephan von Nagel 1696–1711
- Gottfried Bernhard von Ascheberg 1711–1713
- Johann Engelbert von Ketteler 1713–1739
- Ferdinand Moritz von Ketteler 1739–1784
- Kaspar Ferdinand von Bersworth 1784–1794
- Ferdinand Elias von Kleinsorgen 1794–1803

## Galerie

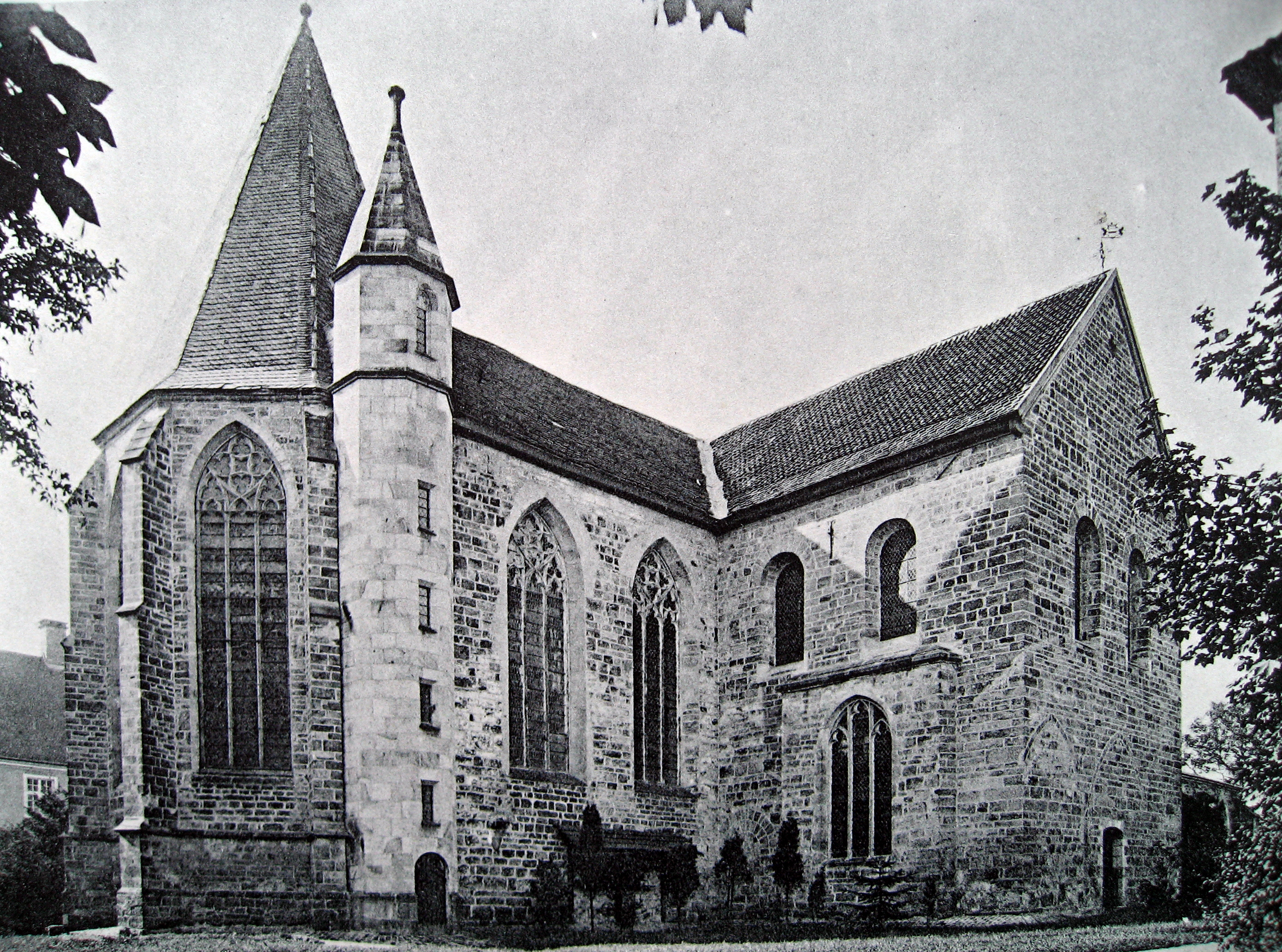
Église en 1890
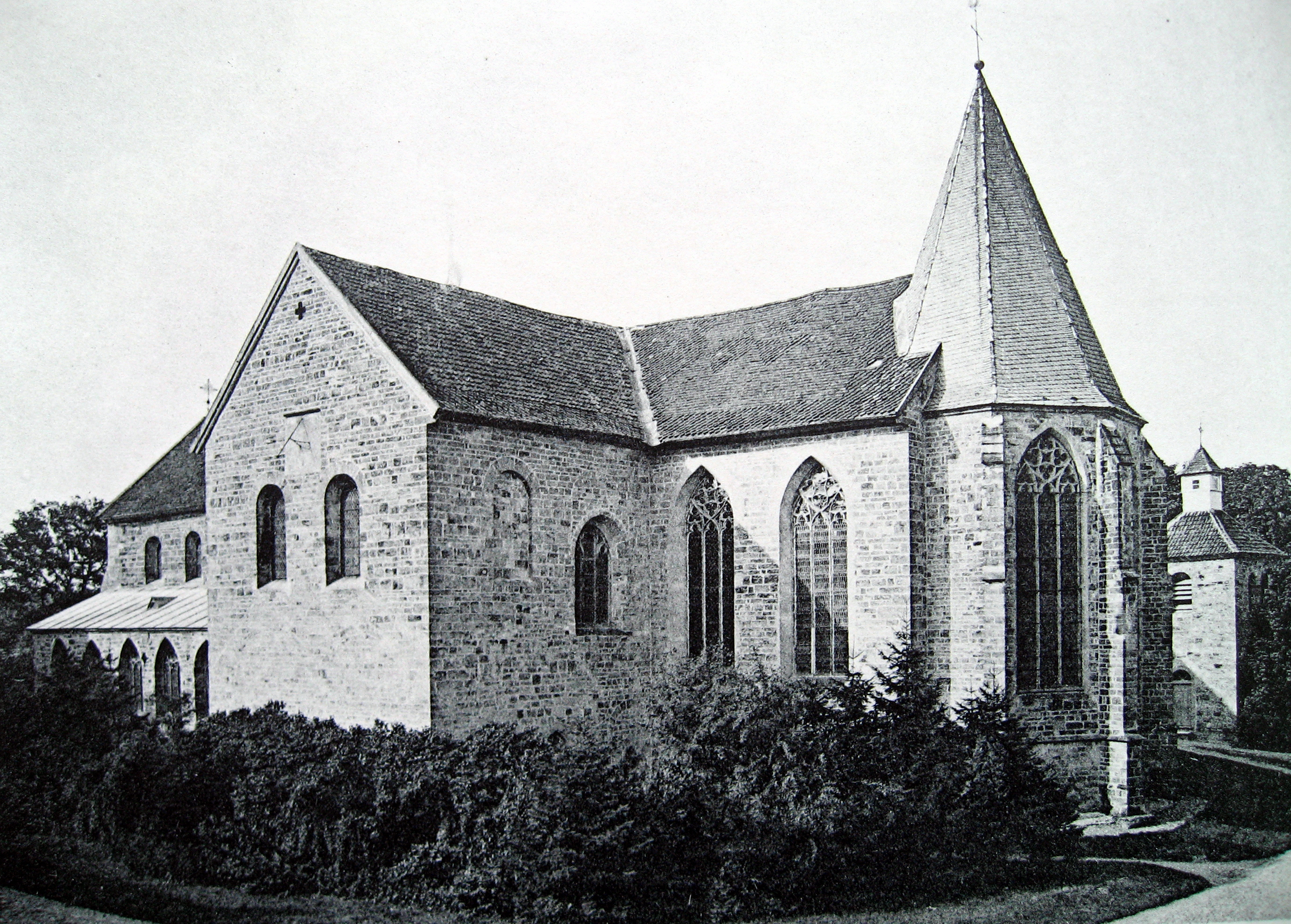
Arrière
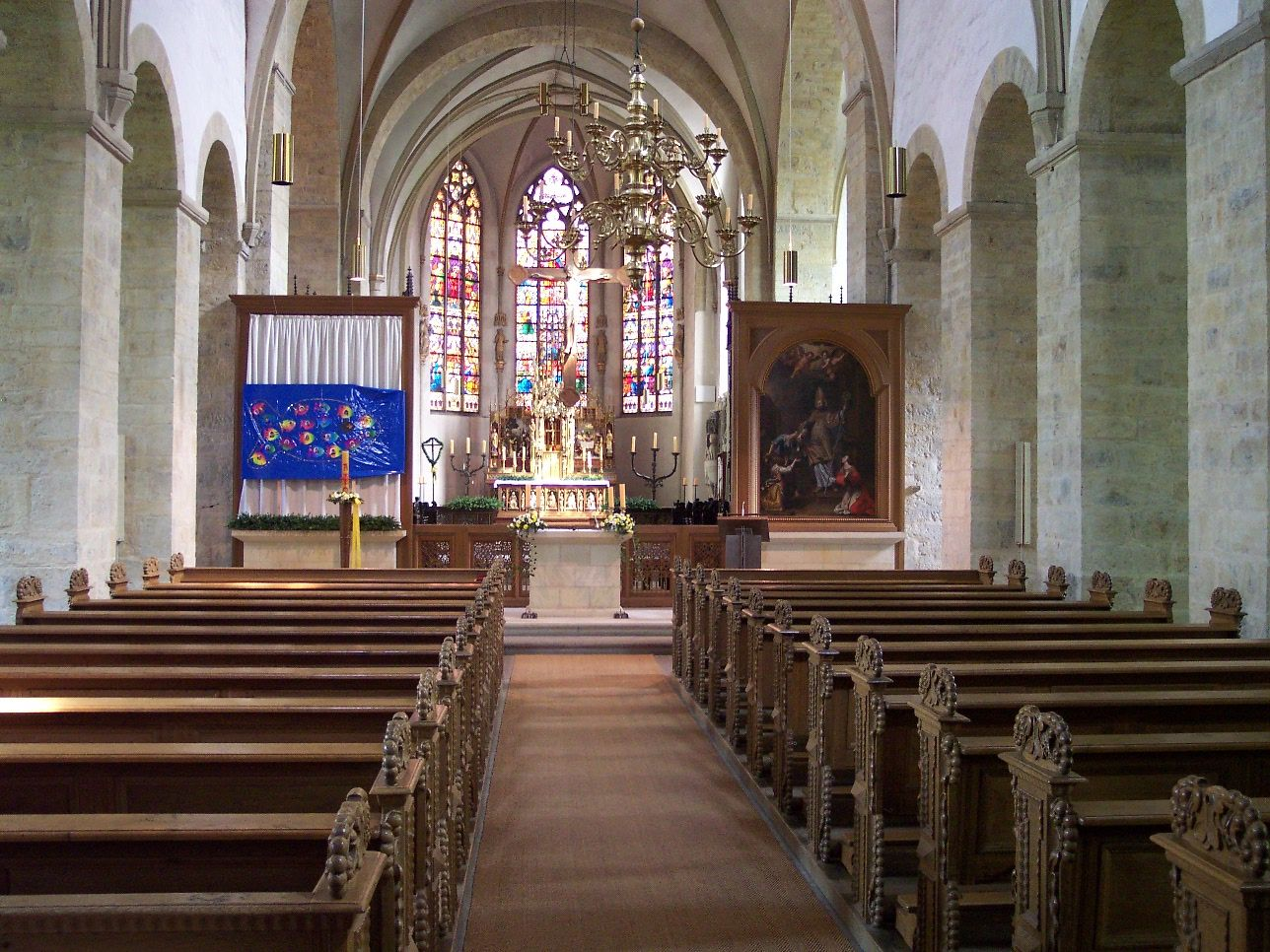
Église
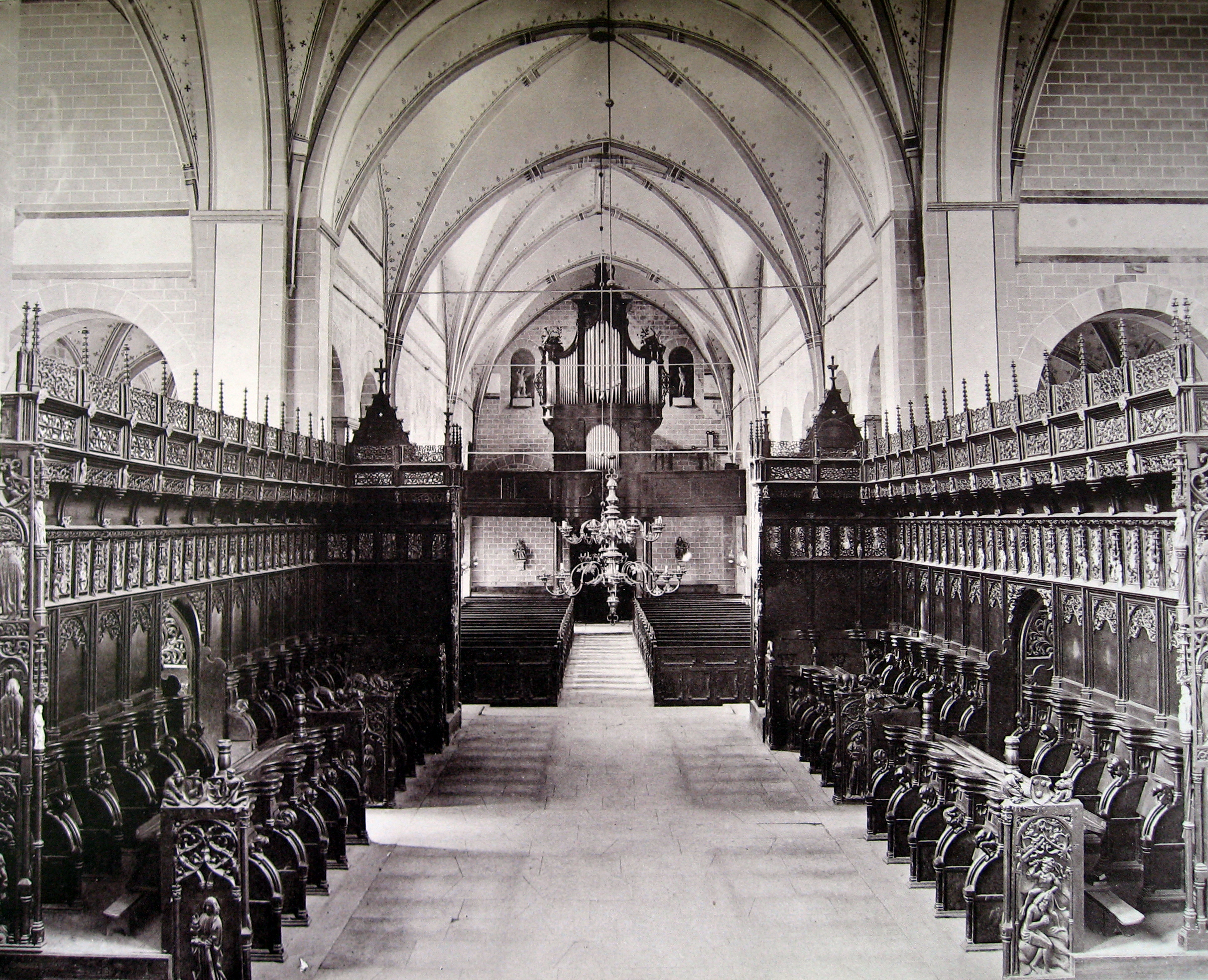
En 1890
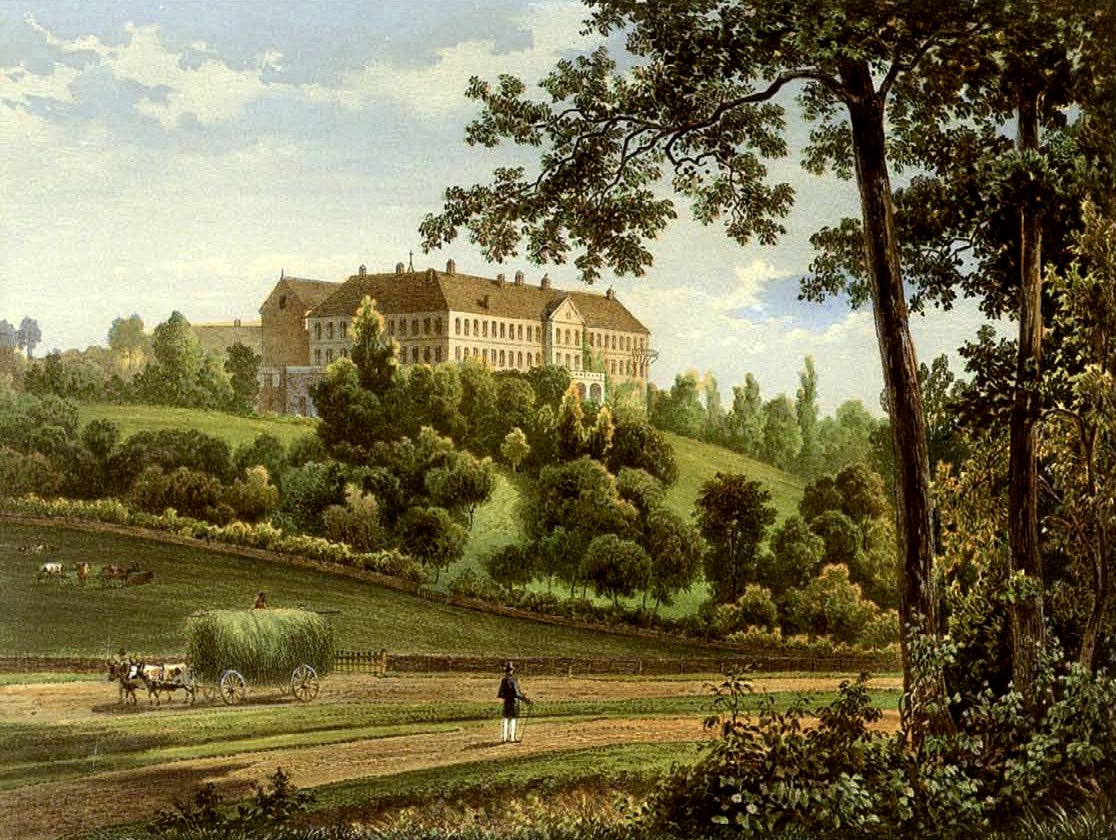
Château de Cappenberg en 1860, Collection Alexander Duncker
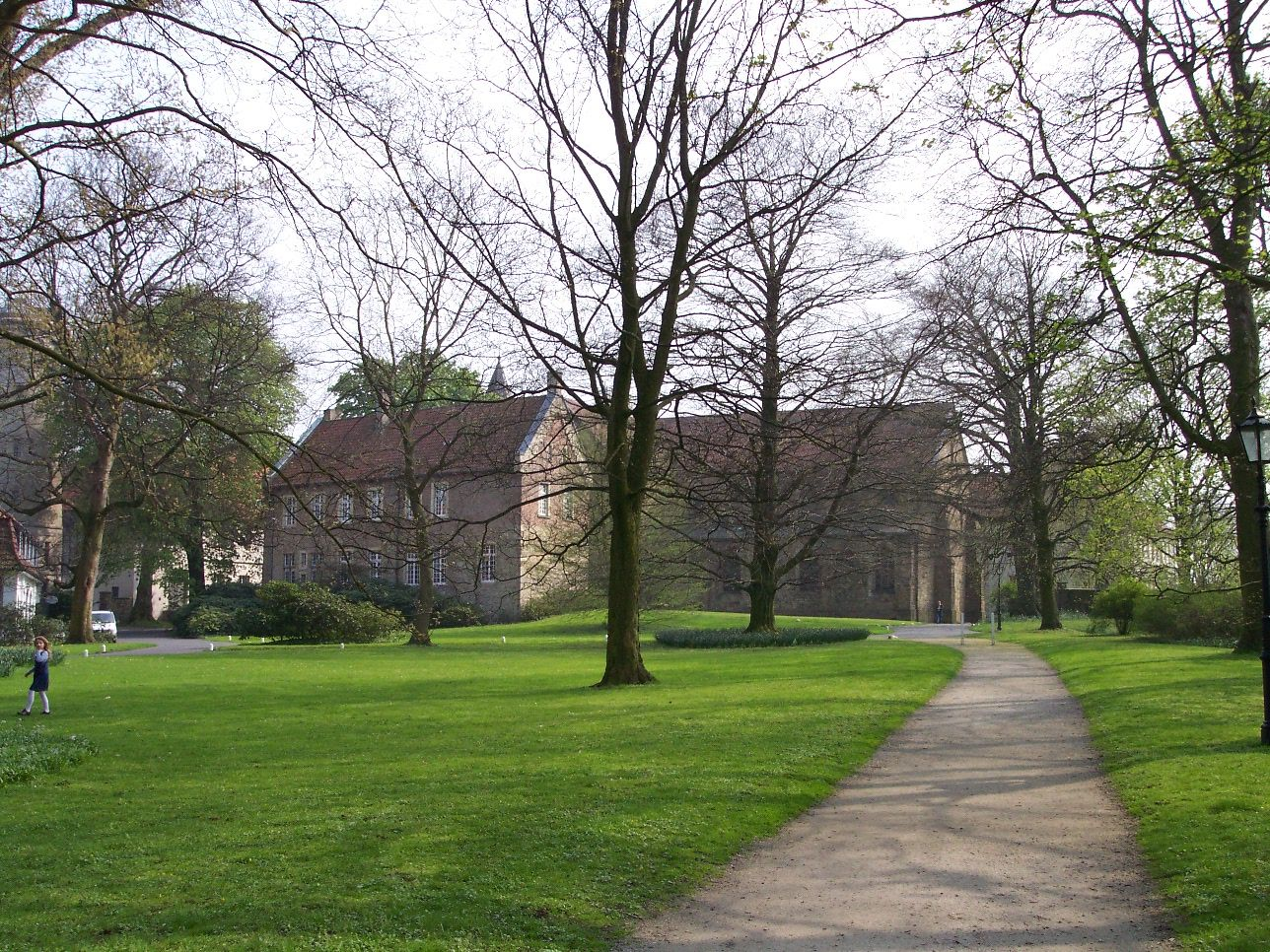
Jardins
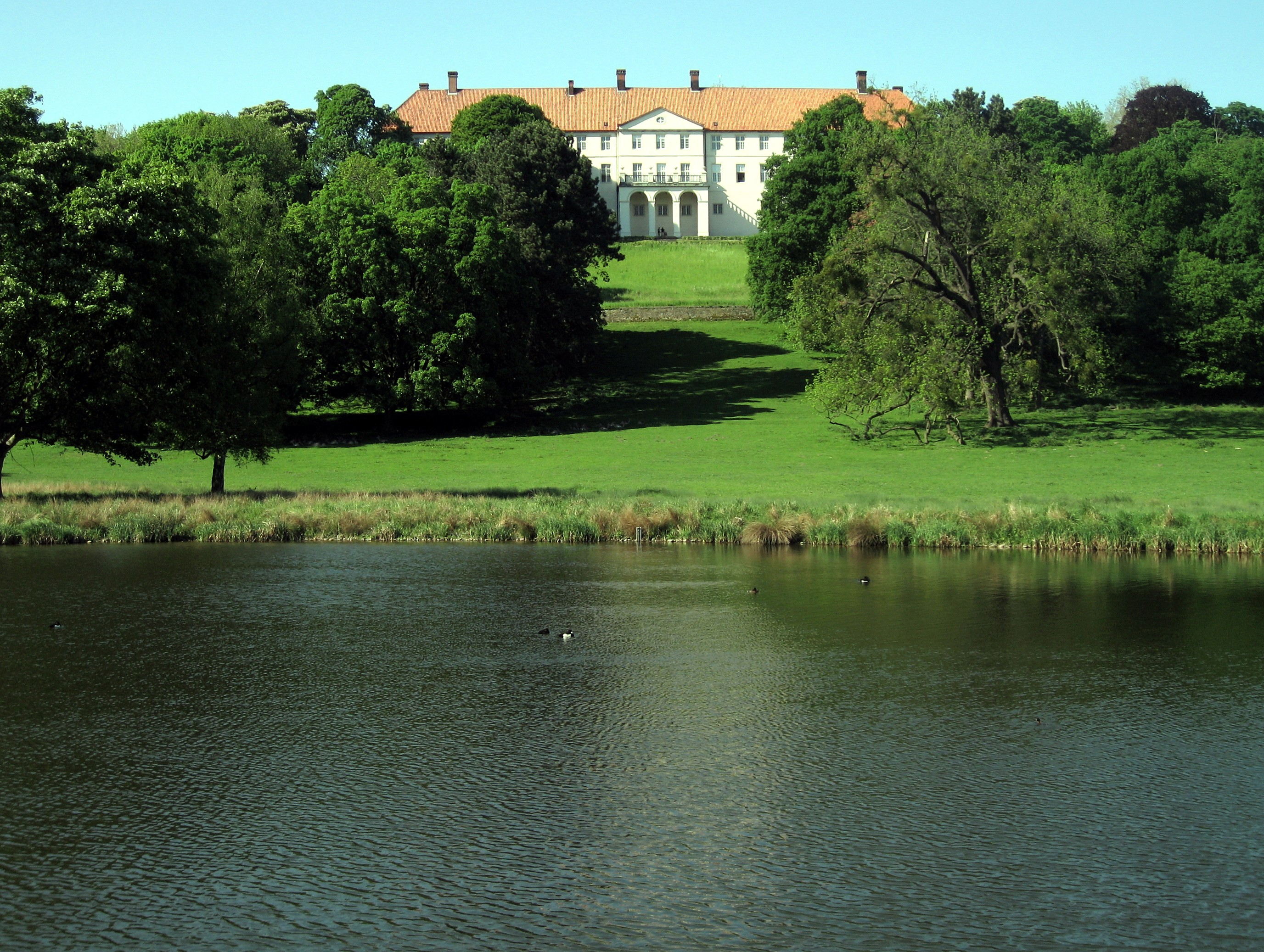
Au sud
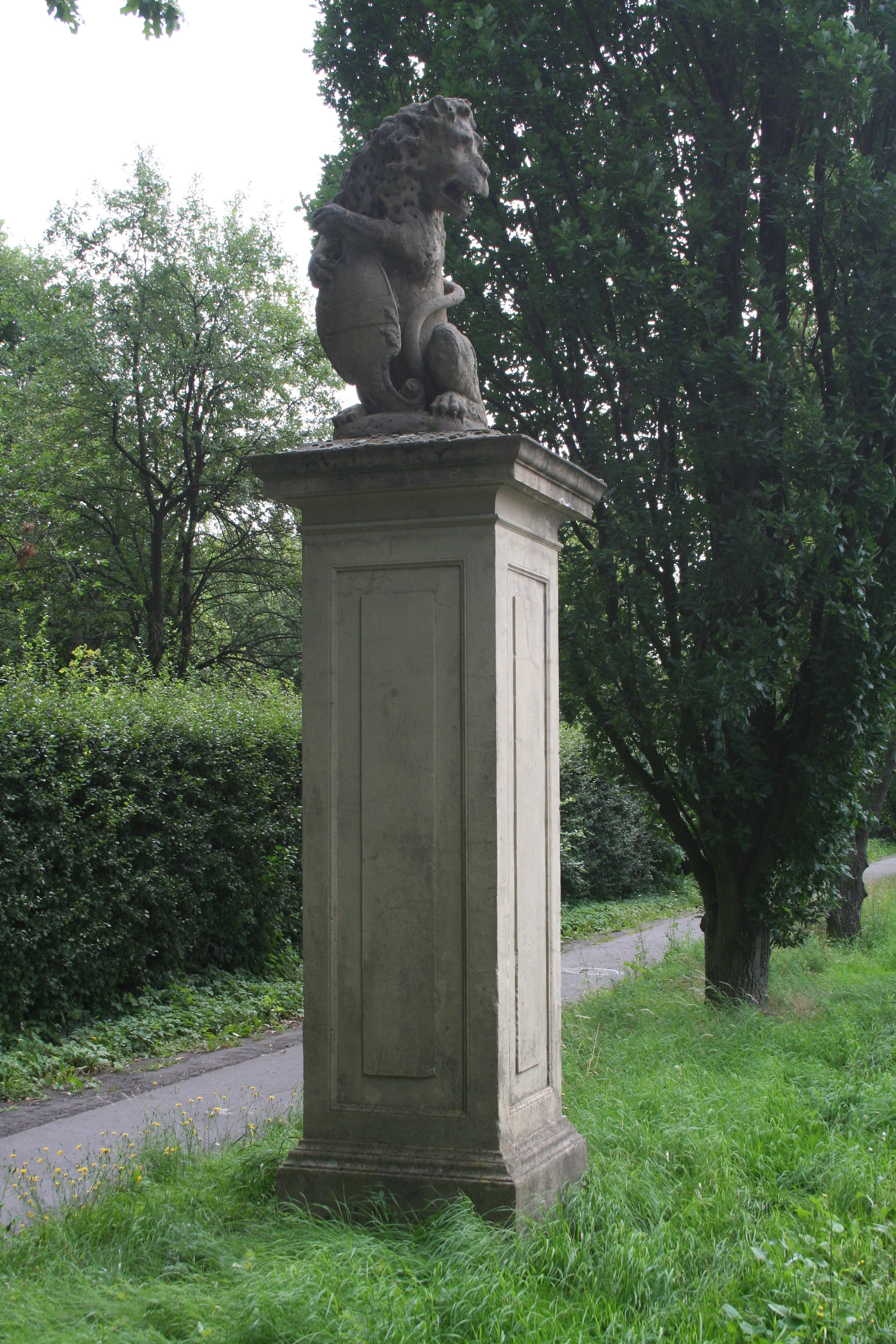
Lion à Cappenberg
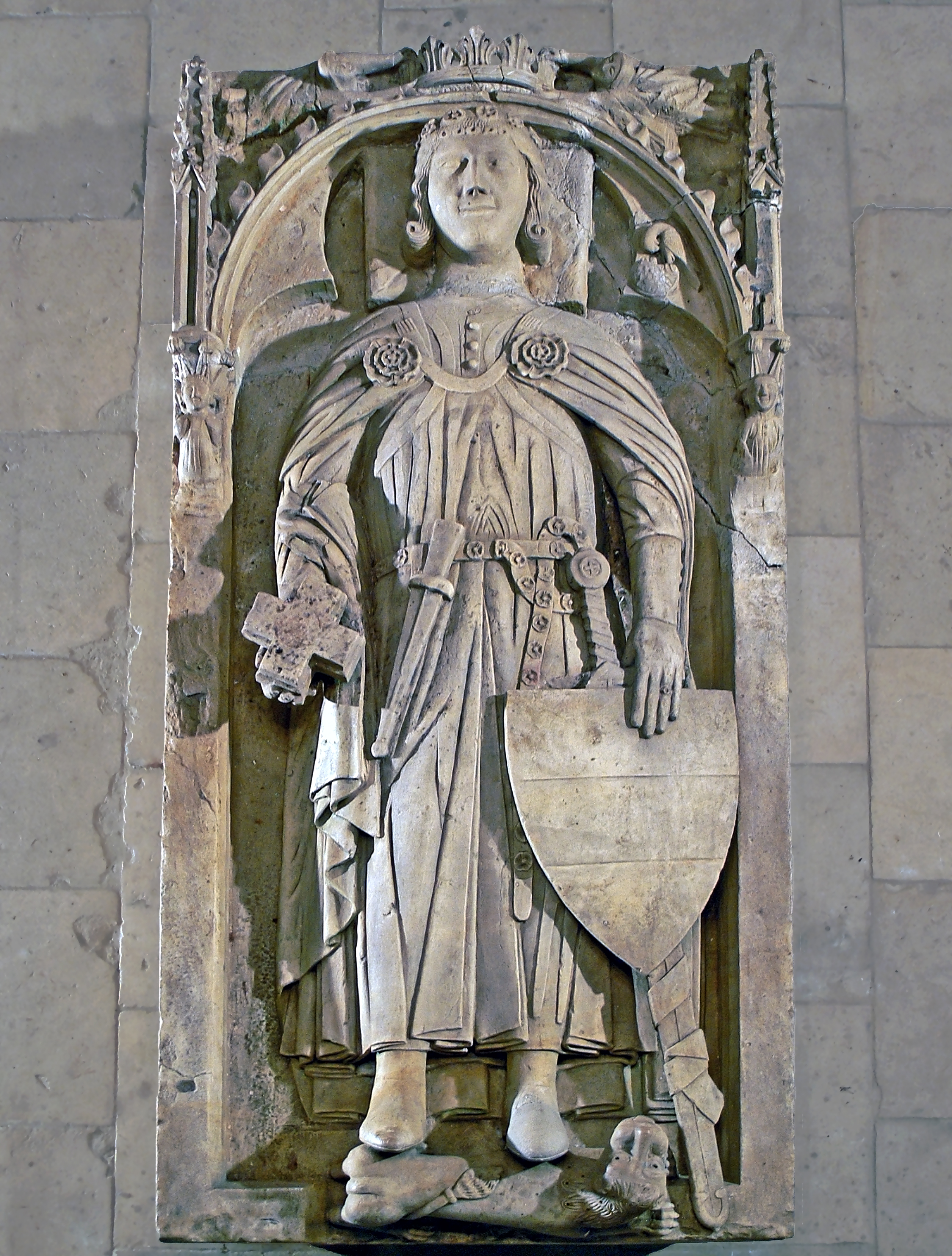
tombe de Gottfried von Cappenberg
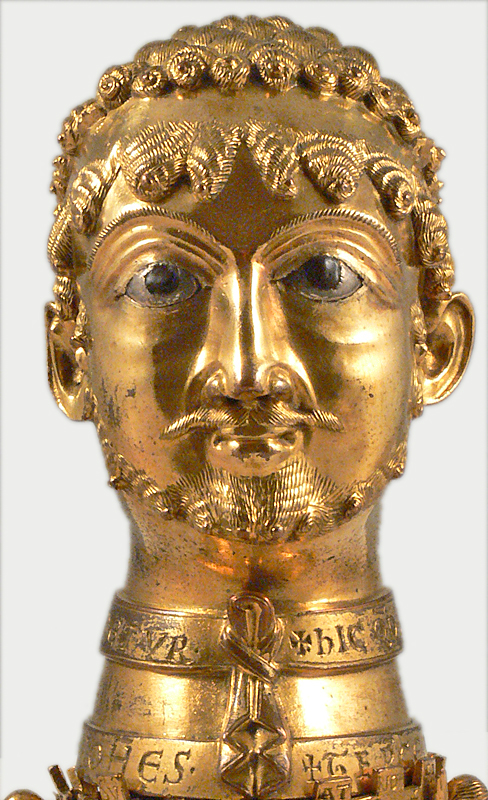
reliquaire de Frédéric Barberousse
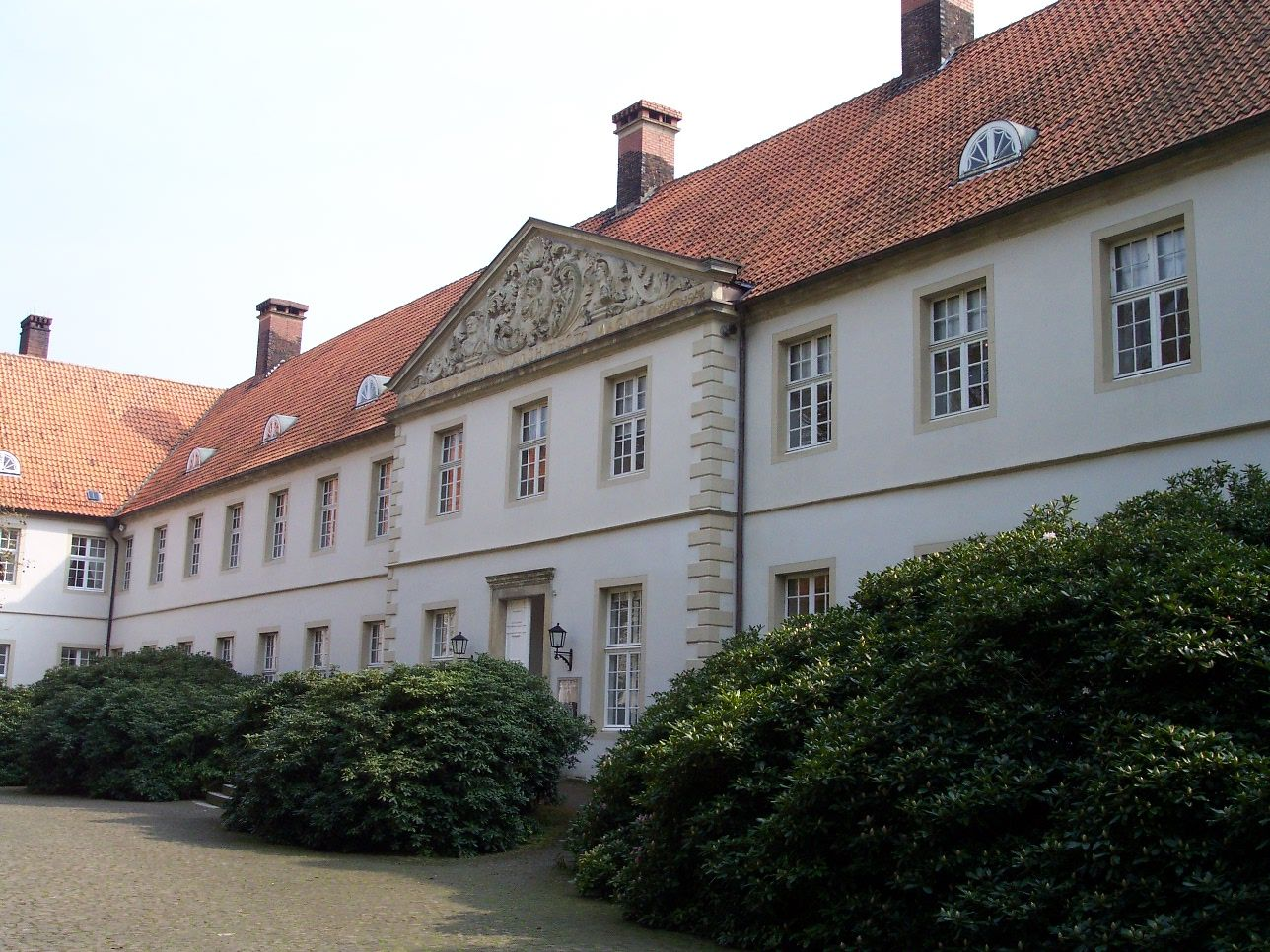
Château de Cappenberg